# Морфо дидиус
Морфо Дидиус (лат. Morpho didius) — вид бабочек из рода Морфо семейства нимфалид. Является одним из самых крупных представителей рода, с размахом крыльев до 16 см.

## Распространение
Бабочка встречается в тропических лесах Боливии, Перу и Эквадора.

## Внешний вид имаго
Крупная бабочка из подсемейства морфид с размахом крыльев в 13,5—16 см. У самцов этого вида верхняя сторона крыльев окрашена, как правило, в яркий голубой цвет с сине-фиолетовым отливом, хотя у отдельных особей эта сторона крыльев может быть голубой с изумрудным отливом или более светлой с перламутрово-голубым отливом, что делает таких бабочек похожими на представителей близкого вида — Morpho godarti. Крылья самок обладают худшей способностью к иризации. К числу других различий самцов и самок относится ширина коричневой каймы, проходящей по краю крыльев со спинной стороны: у самок эта кайма более широкая и заключает в себе несколько выстроенных в дугу белых пятен.
- <big>Внешний вид имаго Морфо Дидиус</big>
- Морфо Дидиус, самец. Перу, г. Уануко. Авторская коллекция. Размах крыльев 15 см. Вид сверху. Характерный для морфидов синий металлический блеск, занимает основную площадь крыльев. На краях крыльев узкая окантовка чёрного цвета.
- Морфо Дидиус, самка. Перу, г. Уануко. Авторская коллекция. Размах крыльев 13 см. В отличие от самцов, синий металлизированный окрас крыльев занимает меньшую площадь, окантовочные чёрные полосы широкие.